# Villa Eschebach (Dresden-Weißer Hirsch)

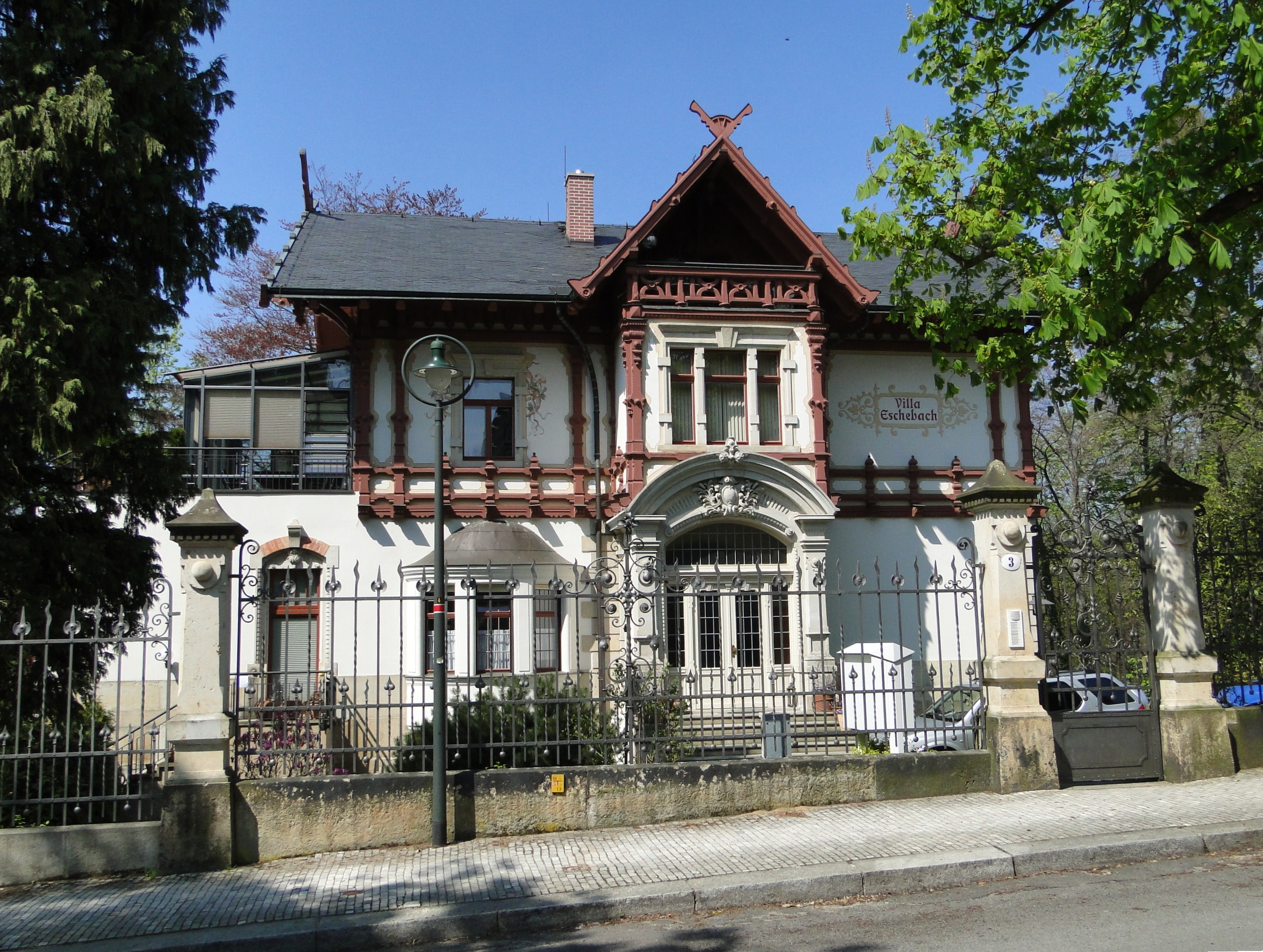
Villa Eschebach 2010

Die Villa Eschebach, bis in die 1990er-Jahre Villa Olga genannt, ist ein denkmalgeschütztes Wohnhaus in Dresden, Lahmannring 3 im Stadtteil Weißer Hirsch. Das Gebäude ist nicht zu verwechseln mit der Villa Eschebach, die am Dresdner Albertplatz steht. Beide Gebäude wurden nach demselben Bauherrn benannt.

## Geschichte
Die Villa Eschebach wurde als Villa Olga um 1877 für den Unternehmer Carl Eschebach (1842–1905) als Sommerhaus unweit der Dresdner Heide errichtet. Im Jahr 1887 vermietete er die Villa an den Arzt Heinrich Lahmann, der das in der Nähe seines Sanatoriums gelegene Haus als Patientenvilla nutzte. In den 1930er-Jahren befand sich die Villa im Eigentum des Grubenbesitzers Walter Müller, der 1945 enteignet wurde.
Die Stadt Dresden nutzte die Villa bis 1994 als Schule, Internat und Kinderheim, bevor die Erben Müllers 1995 ihr Eigentum zurückerhielten. Nach dem Verkauf der Villa im selben Jahr erfolgte eine umfassende Sanierung des Hauses, das in Villa Eschebach umbenannt wurde. Dabei wurde das Gebäude auch um einen Wintergarten erweitert. Heute dient die Villa Eschebach wieder als Wohnhaus.

## Baubeschreibung
Die Villa wurde im „überbordenden Schweizerstil“ errichtet. Sie hat holzverkleidete Erker und Balkone. Während des Zweiten Weltkriegs wurde die Villa erweitert. Im Vestibül befindet sich ein Wandbild, das C. Schmidt 1905 schuf.
Zum Gebäude gehört auch ein Kutscherhaus, das wie die Villa unter Denkmalschutz steht. Die Villa Eschebach ist von einem weitläufigen Park umgeben.